# Volo Malaysian Airline System 684
Il volo Malaysian Airline System 684 era un volo passeggeri internazionale della Malaysian Airline System (ora Malaysia Airlines) dall'aeroporto di Singapore-Changi, Singapore, all'Aeroporto di Subang-Sultano Abdul Aziz Shah, a Subang (vicino a Kuala Lumpur), in Malaysia. Il 18 dicembre 1983, l'Airbus A300B4-120 che operava il volo si schiantò a 2 km (1,2 mi; 1,1 nmi) dalla pista durante l'atterraggio all'aeroporto Subang. Non ci furono vittime tra i 247 occupanti, tra passeggeri ed equipaggio.

## L'incidente
Il volo Malaysian Airline System 684 partì dall'aeroporto di Singapore-Changi il 18 dicembre 1983 alle 18:53 ora locale. Quando il volo si avvicinò all'aeroporto internazionale di Subang (ora Aeroporto Sultan Abdul Aziz Shah) a Subang, nella provincia di Selangor, Malaysia, alle 19:20 ora locale, venendo autorizzato per un atterraggio strumentale nonostante la scarsa visibilità della pista di 450 m (1.480 piedi) a causa della pioggia. La politica della compagnia aerea richiedeva una visibilità di almeno 800 m (2.600 piedi), ma il pilota prese i comandi dal primo ufficiale e iniziò la discesa. Inoltre, l'equipaggio di volo non attivò il sistema di atterraggio strumentale sull'aereo a causa dell'aumento del carico di lavoro, ulteriormente esacerbato dalla diversa configurazione della strumentazione nel cockpit tra gli A300 di proprietà della Malaysian Airline System e quella dell'aereo precipitato, concesso in leasing dalla Scandinavian Airlines System.
L'allarme dell'altimetro risuonò ed entro 30 secondi l'aereo colpì gli alberi a 2 km (1,2 mi; 1,1 nmi) dalla pista. L'Airbus slittò lungo il terreno per 436 m (1.430 piedi), saltò per 36 m (118 piedi) e infine colpì il terrapieno di un torrente dove scivolò per altri 109 m (358 piedi) prima di fermarsi. L'aereo era ancora a 1.200 m (3.900 piedi) dalla pista e aveva perso il carrello d'atterraggio ed entrambi i suoi motori turbojet Pratt & Whitney JT9D-59A. Tutti i 247 passeggeri e l'equipaggio riuscirono ad evacuare prima che l'incendio distruggesse l'aereo. L'incidente costituì la seconda perdita totale di un Airbus A300 dalla sua introduzione.

## Causa probabile
La probabile causa è stata attribuita ad un errore del pilota nel non monitorare la velocità di discesa durante l'avvicinamento in condizioni meteorologiche strumentali (IMC) e nel continuare un avvicinamento al di sotto dei minimi aziendali senza avvistare la pista.